# Caserne Antonio Baldissera
 (juin 2022).
Si vous disposez d'ouvrages ou d'articles de référence ou si vous connaissez des sites web de qualité traitant du thème abordé ici, merci de compléter l'article en donnant les références utiles à sa vérifiabilité et en les liant à la section « Notes et références ».

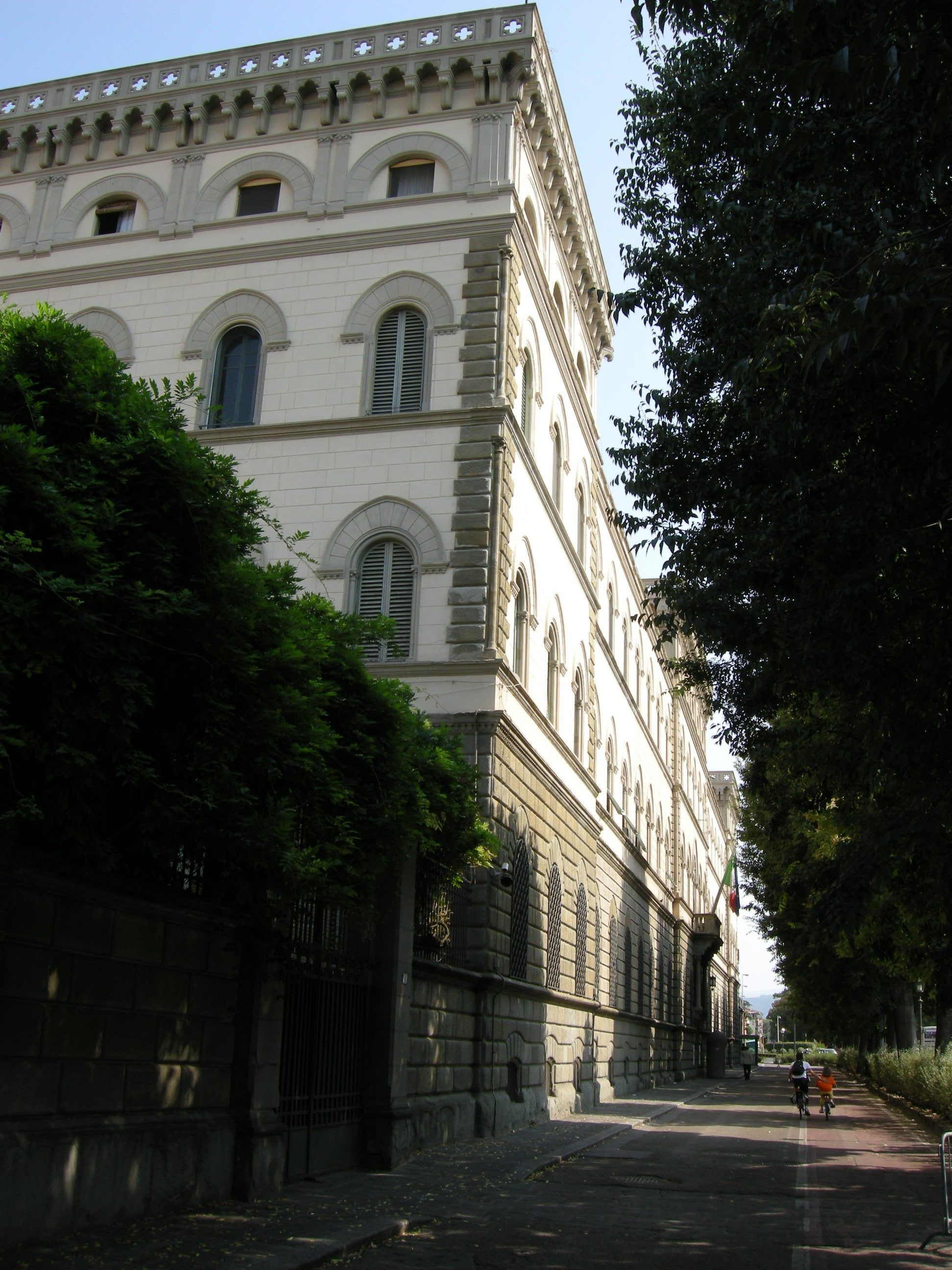
Façade

La caserne Antonio Baldissera est située à Florence sur le Lungarno Pecori Giraldi. La zone militaire occupe un grand bloc entre les viali di Circonvallazione et l'Arno. La caserne est le siège Régional des Carabiniers de Toscane et appartient au domaine militaire de l'État.

## Histoire
Jusqu'au milieu du XIXe siècle, cette zone proche des remparts de la ville était occupée par des moulins, des filatures et des bains publics, ainsi que par les bâtiments qui abritaient la Monnaie royale. À partir de 1835, il y avait le nouveau pont San Niccolò, qui remplaçait l'ancien pont royal, commencé en 1317 et jamais terminé.
Avec les travaux de rénovation des avenues et des berges dirigés par Giuseppe Poggi pour Firenze Capitale, un grand parterre vert était prévu dans la zone, avec des bains publics, des installations sportives et récréatives, comme il en existait dans d'autres villes européennes, pour être logé dans un bâtiment situé à côté du Lungarno pour servir de toile de fond scénographique au grand espace jardin.

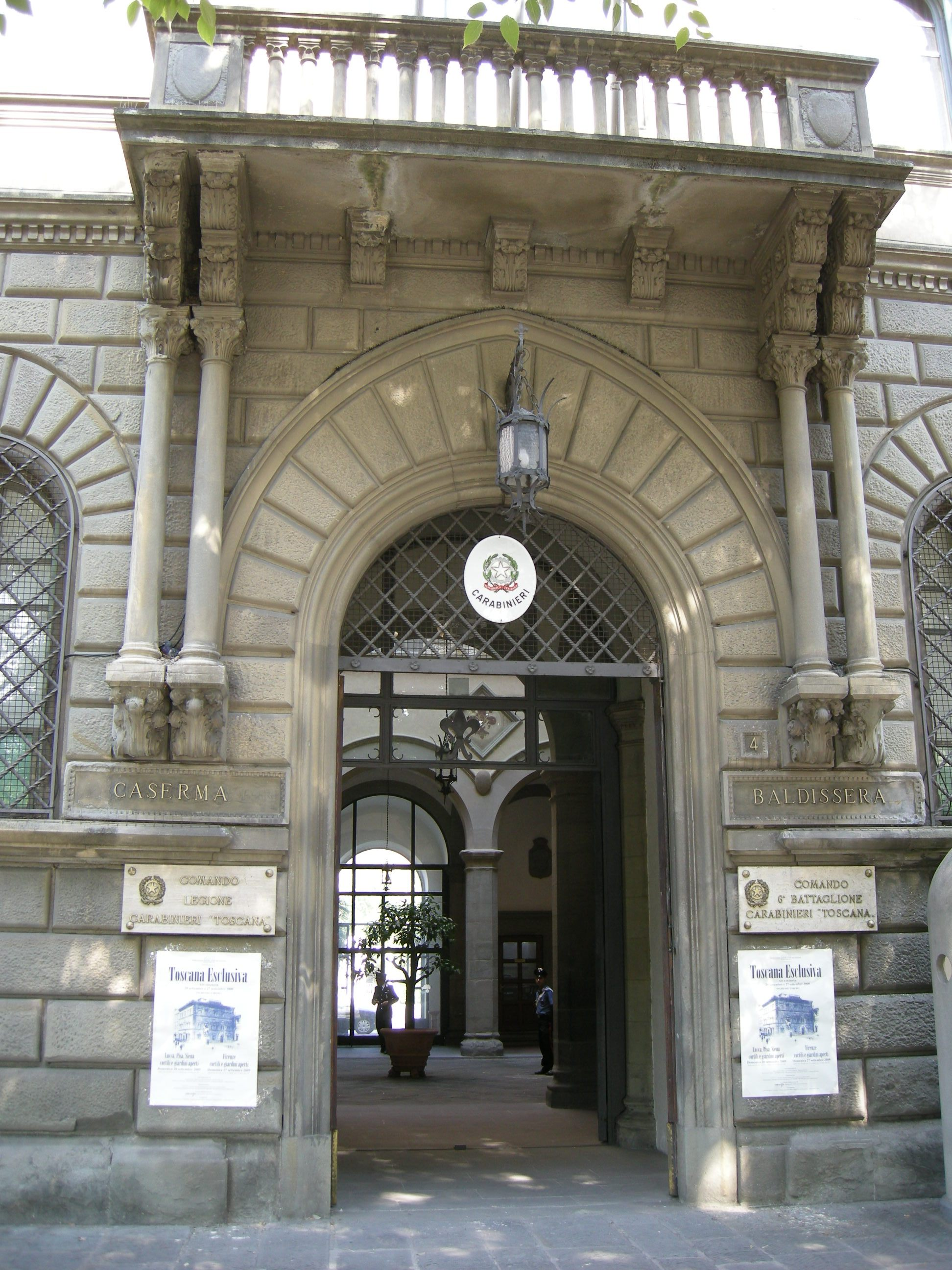
Le portail

Cependant, pour tenter de résoudre la question complexe de l'emplacement d'une caserne de cavalerie près du centre de la ville, la municipalité a opté en 1881 pour sacrifier la zone verte en faveur de la colonie militaire, donnant toute la grande zone entre le Lungarno et la Piazza Cesare Beccaria (y compris donc aussi le terrain sur lequel se trouvent actuellement les Archives d'État), et cela sur la base de diverses considérations qui ont entre autres pris en compte le retour parallèle à l'Institut d'études supérieures des salles déjà destinées aux écuries de Saint-Marc. Le chantier, ouvert en 1894, conduit à la construction d'un premier bâtiment qui, dès 1897, permet au 8e régiment « Lancieri di Montebello » d'être logé. Par la suite, le 5e régiment « Lancieri di Novara » et la 3e cavalerie savoyarde se sont installés dans le complexe.
Bien que les événements relatifs à ces années ne soient pas clairs, le bâtiment actuel qui donne sur le Lungarno Pecori Giraldi devrait néanmoins être le résultat d'un chantier ultérieur, achevé en 1909 et vraisemblablement attribuable à un projet de l'architecte Oreste Leoncini, général du génie militaire. Toujours en 1909, le régiment 14e cavalieri di Alessandria a été créé dans la structure et à partir de 1920 un régiment mixte d'artillerie. Cette dernière implantation a coïncidé avec le nouveau nom de la caserne, du nom du général Antonio Baldissera, décédé à Florence en 1917.
À partir de 1945, la structure fut d'abord affectée à la 5e brigade de carabiniers et au 6e bataillon de carabiniers Toscana puis, avec la suppression de la brigade en 1992, elle devint le siège du commandement de la région des carabiniers toscans qui occupe depuis le bâtiment.
Des travaux de restauration ont eu lieu en 1988, 1989 et de nouveau entre 1996 et 1998.

## Description

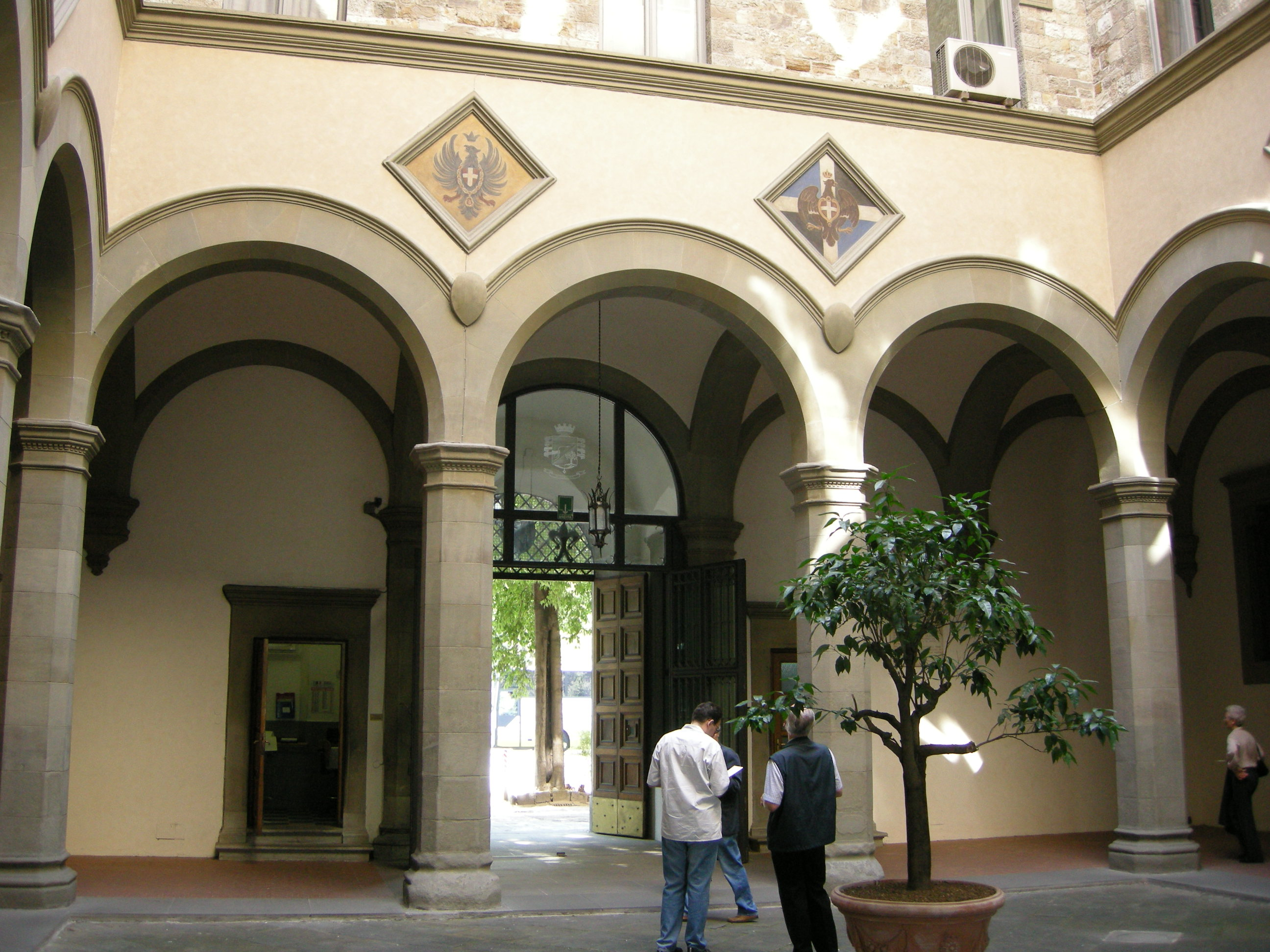
La Cour

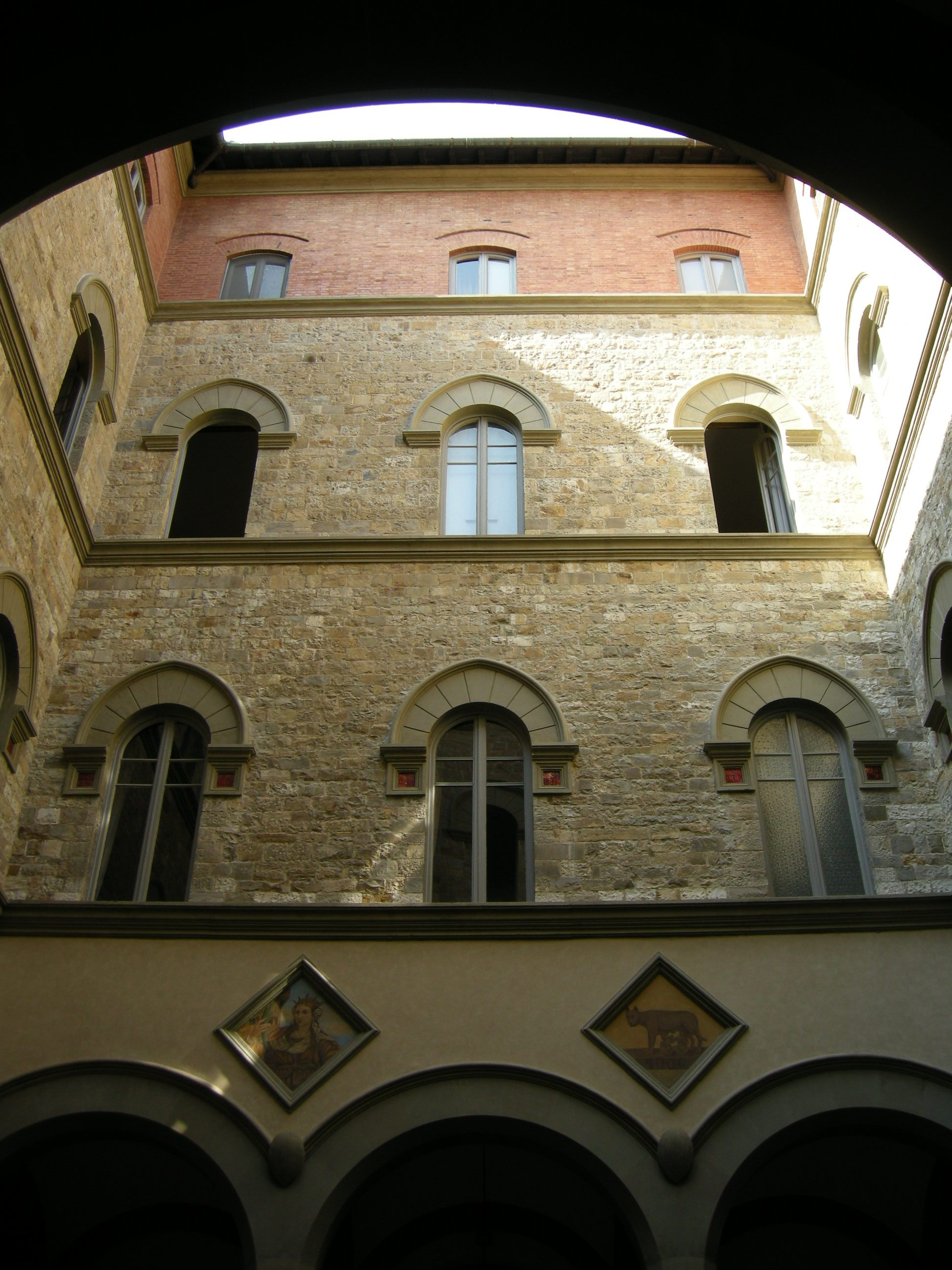
La Cour

Le vaste corps de logis a été conçu par l'architecte Cecchi, qui s'est inspiré du goût néo-médiéval alors en vogue, avec une allure de forteresse jugée apte à un usage militaire.

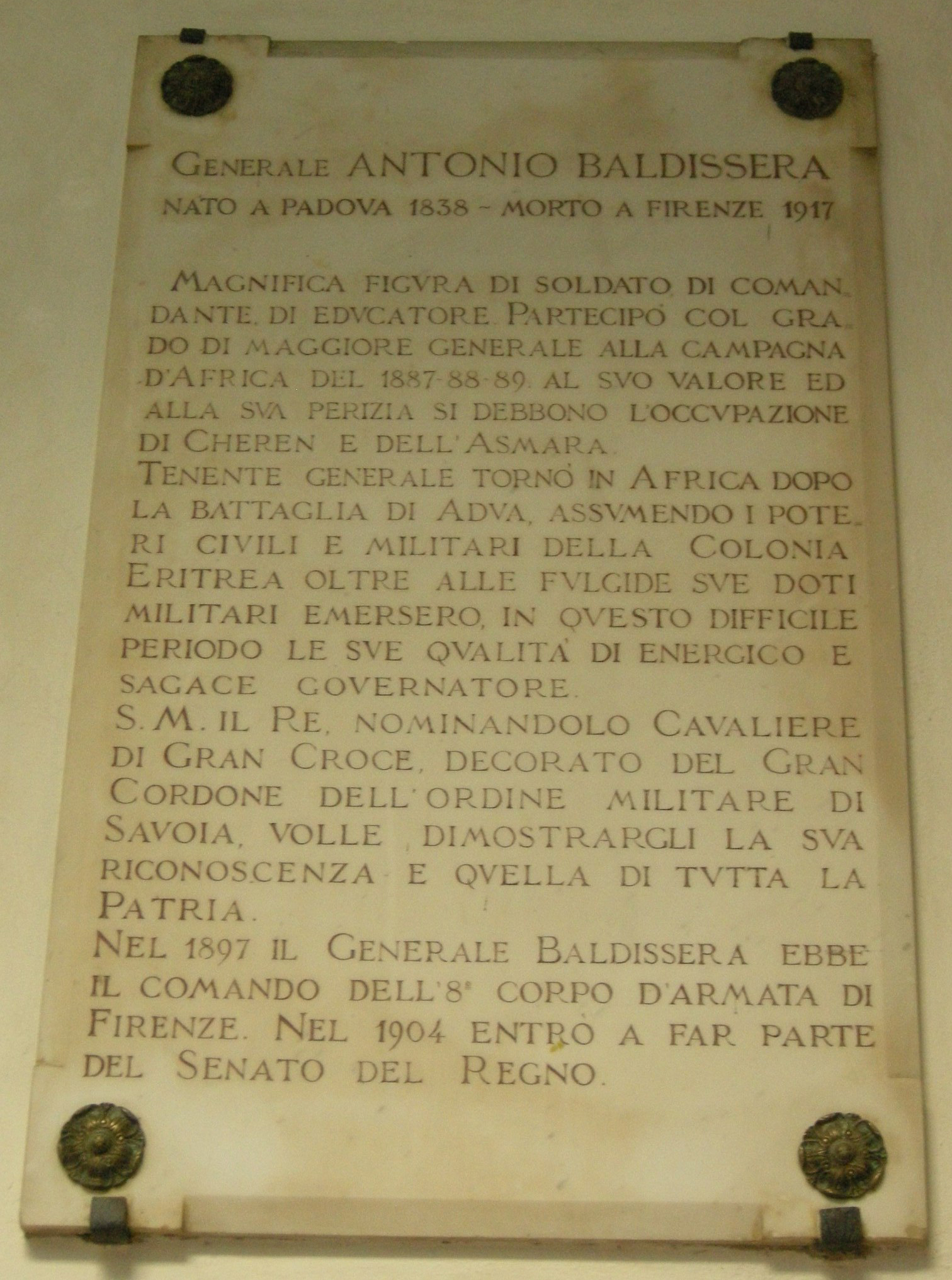
Plaque à Antonio Baldissera, qui résume sa biographie, vers 1917
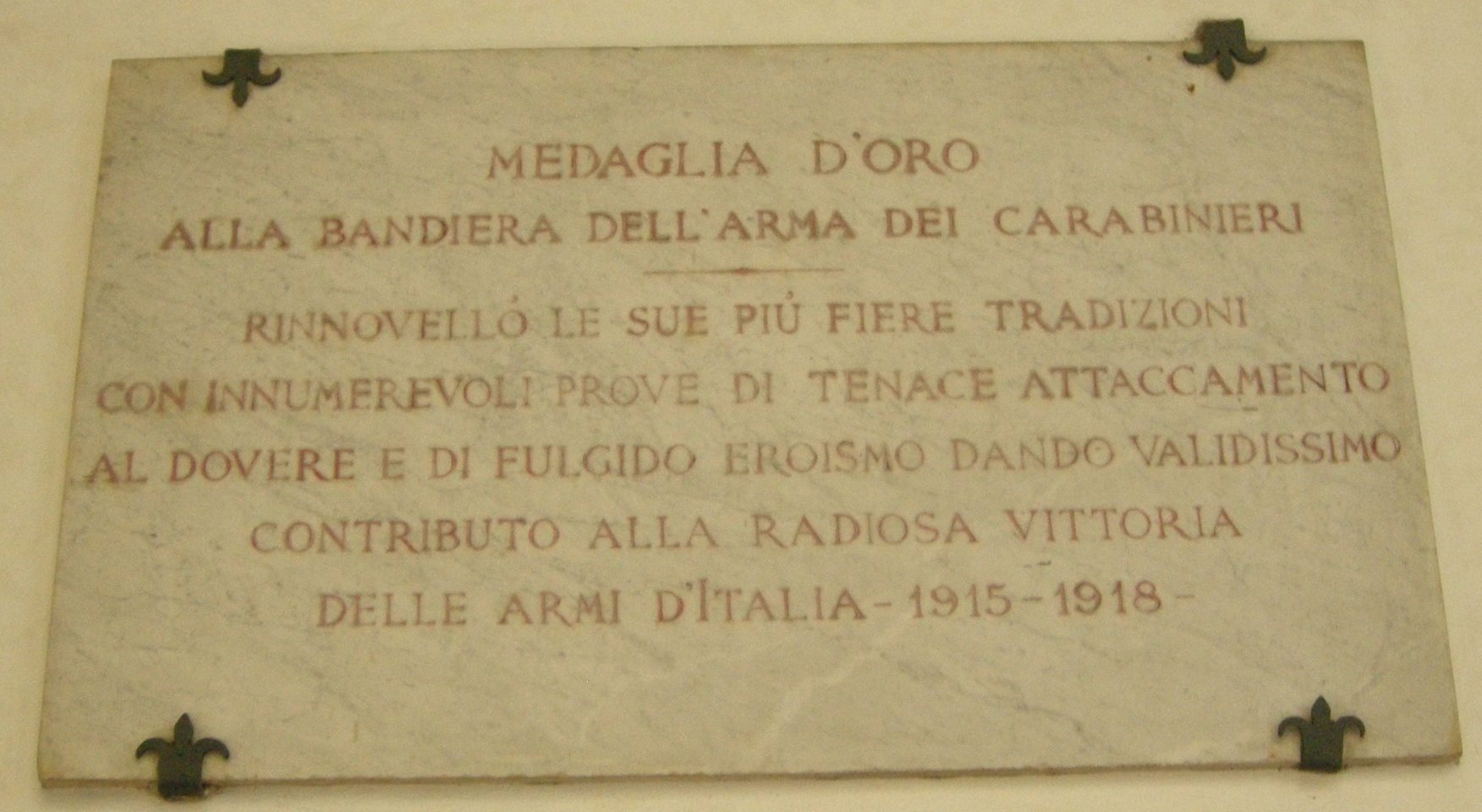
Plaque à la médaille d'or pour le drapeau des carabiniers, 1920
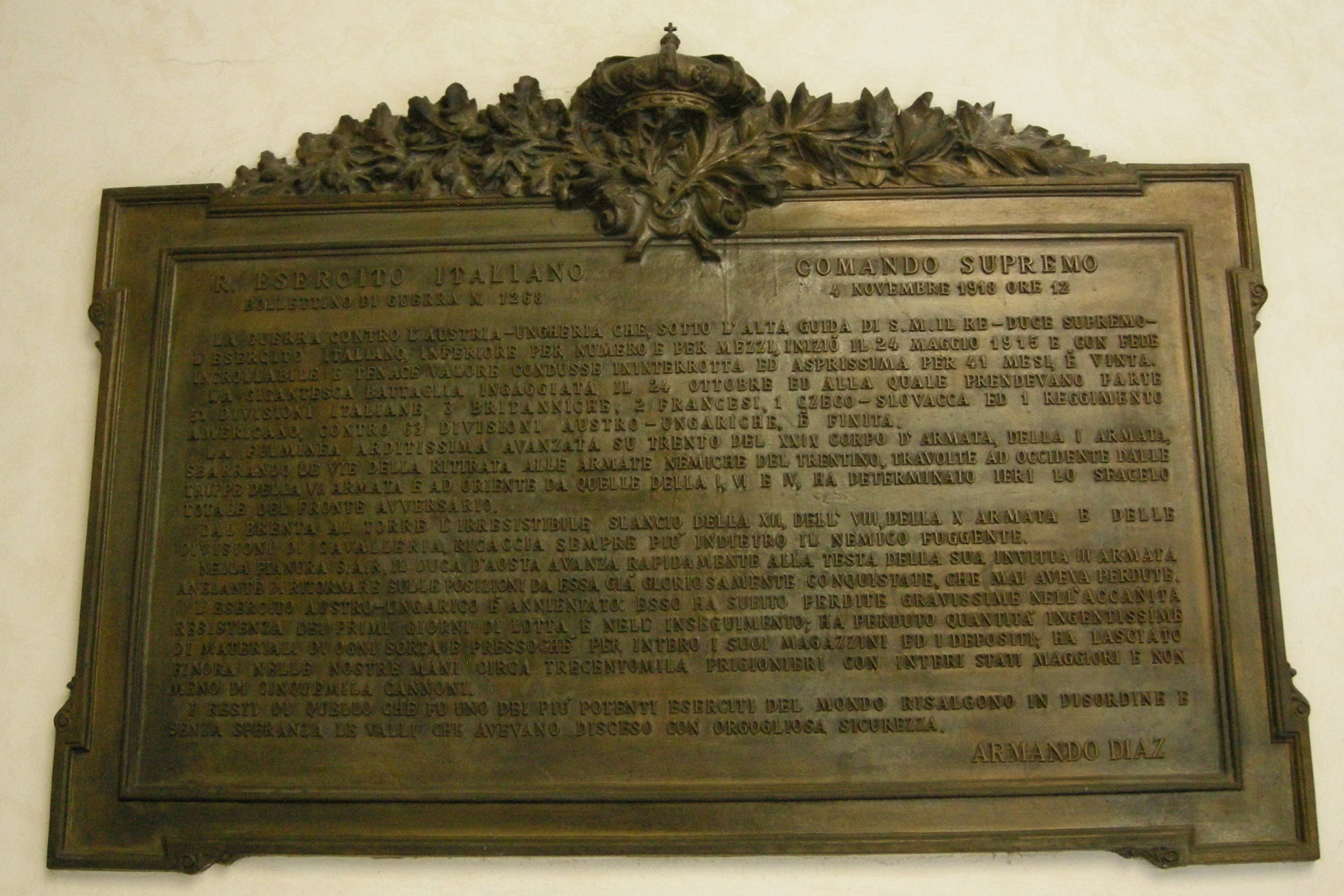
Bulletin de la victoire, années 1920
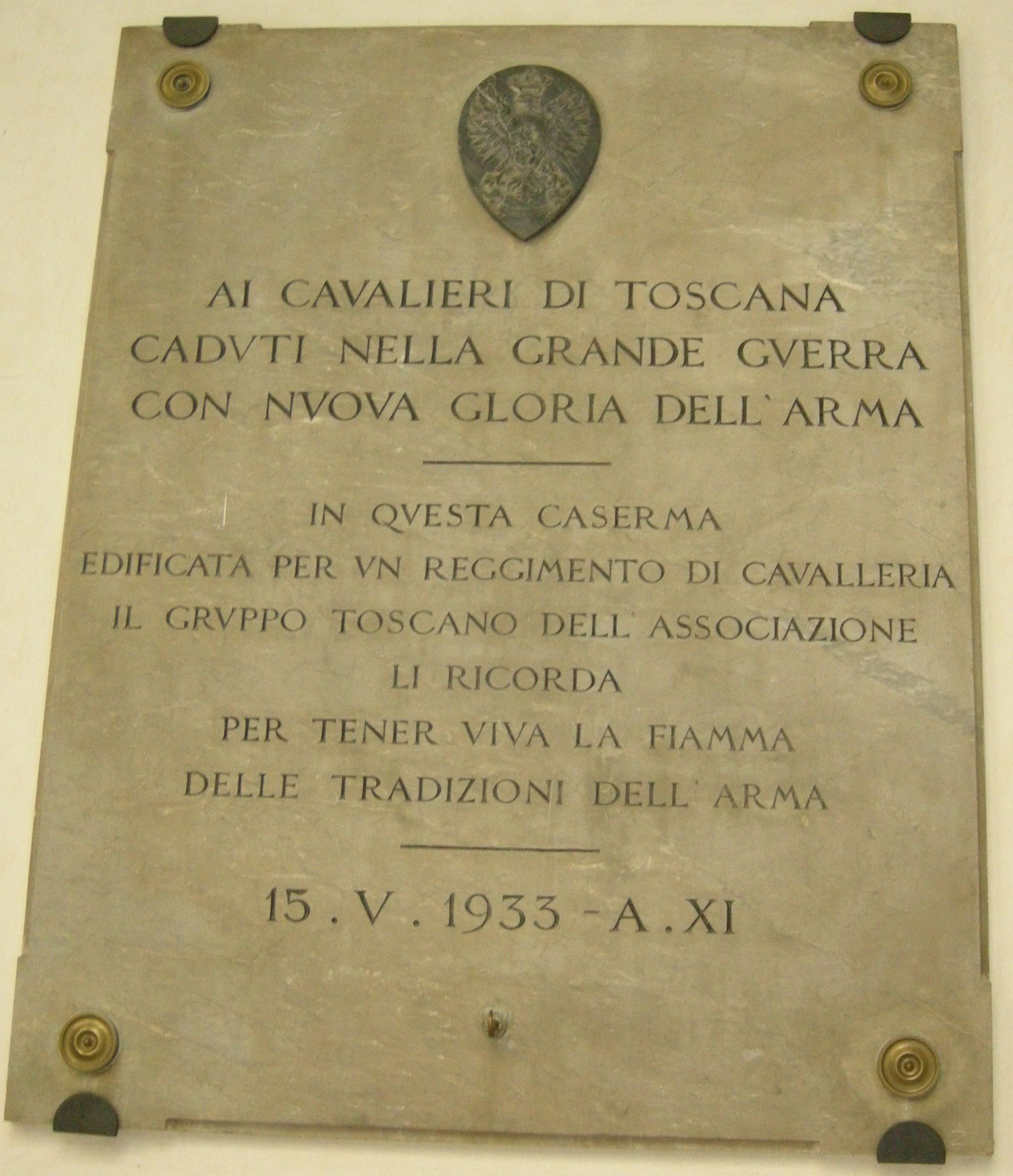
Plaque aux Chevaliers de Toscane tombés pendant la Grande Guerre, 1933
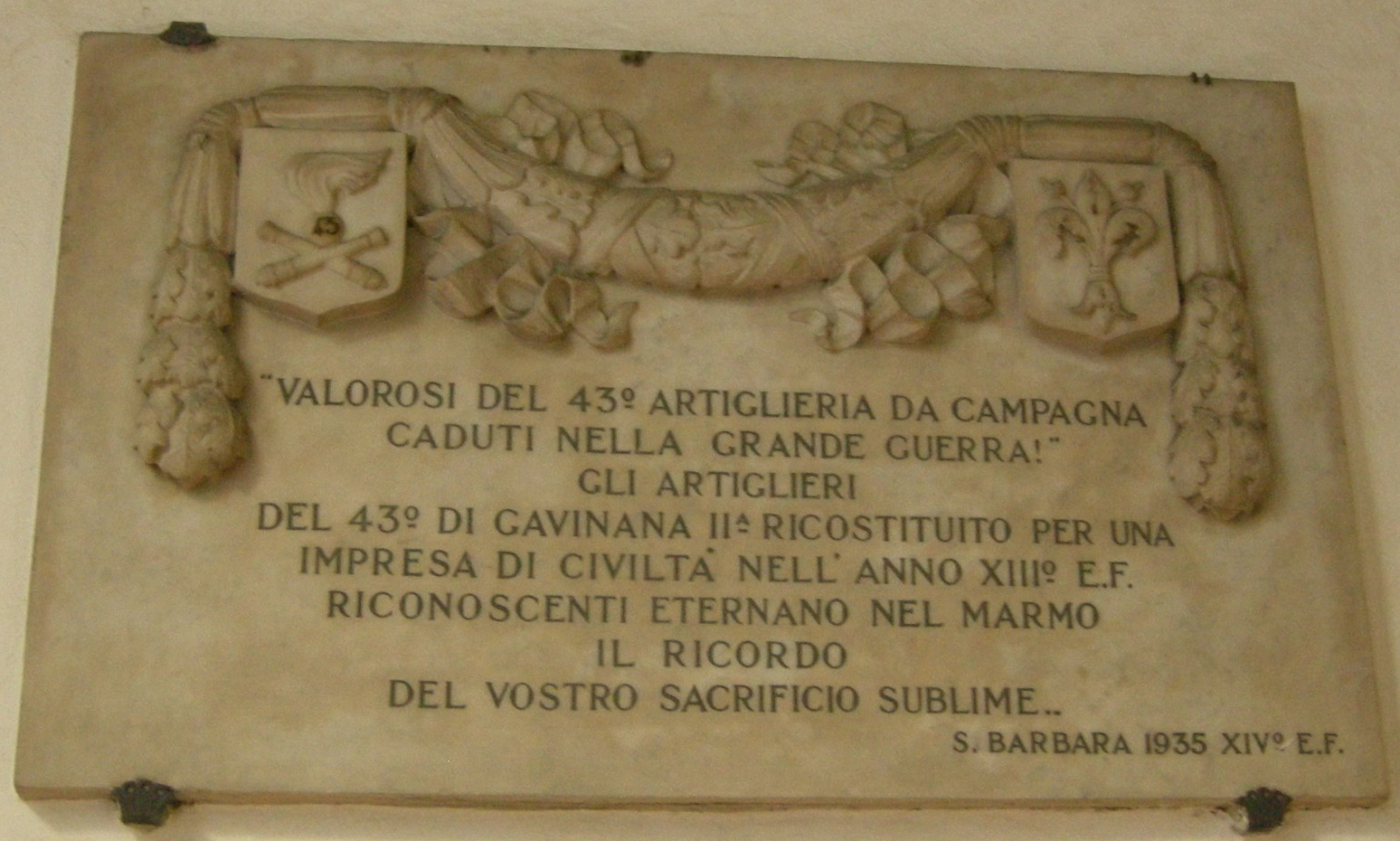
Plaque au 43e régiment d'artillerie Gavinana, 1935
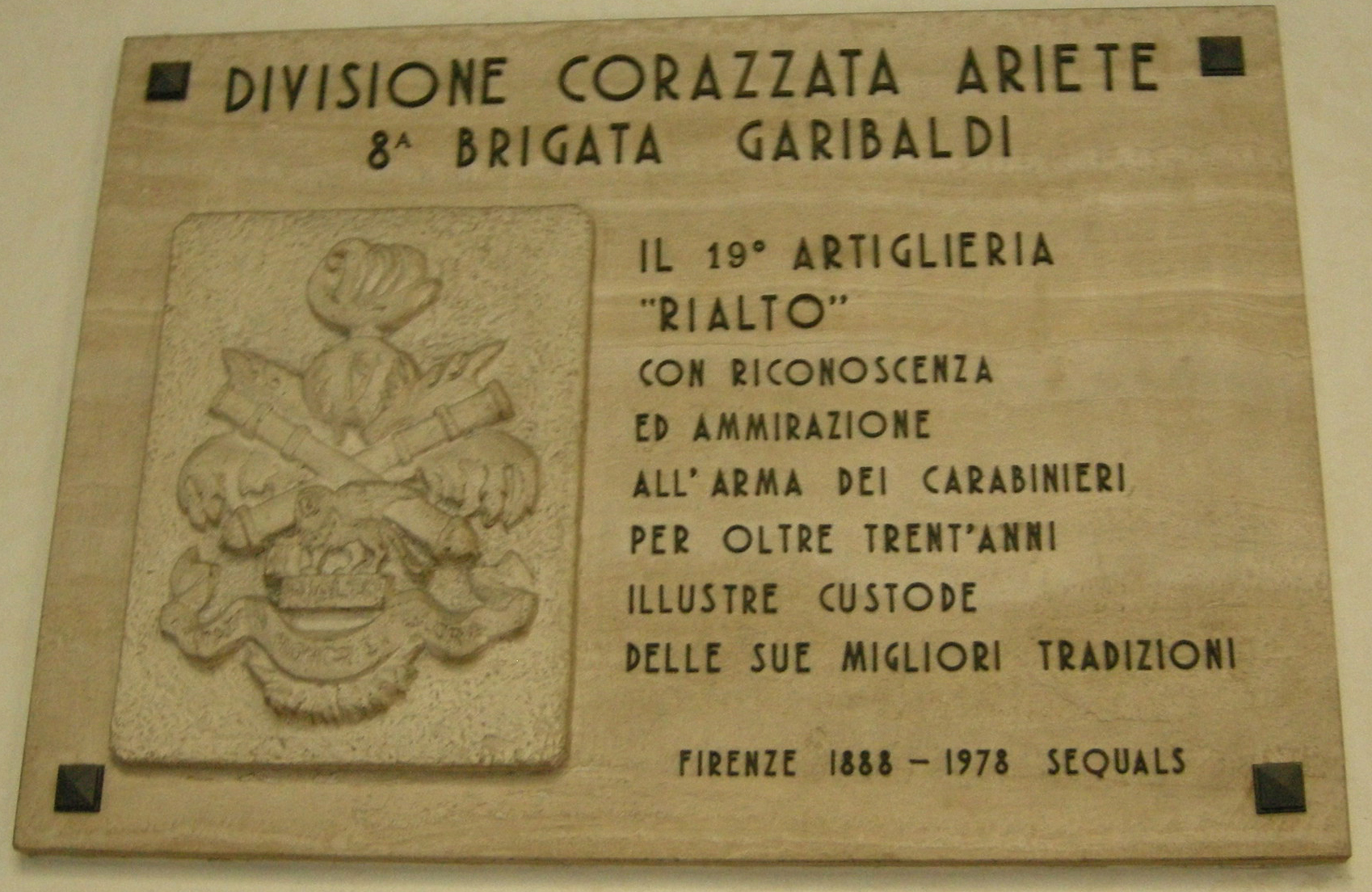
Plaque à la 8ème Brigade Garibaldi et au 19ème Régiment d'Artillerie "Rialto", 1978
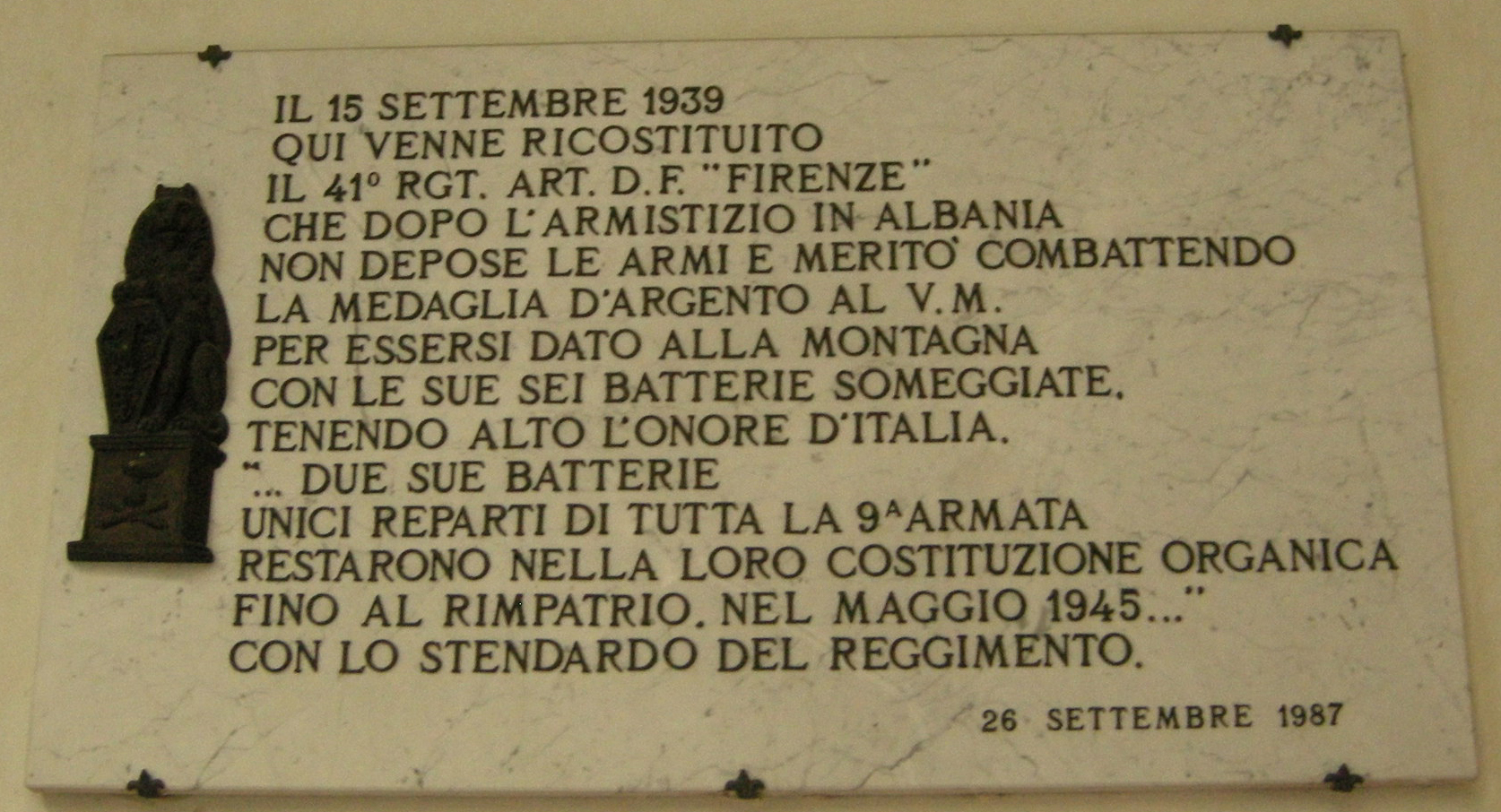
Plaque au 41ème Régiment d'Artillerie "Florence", 1987